# Юнайтед Артистс
United Artists Entertainment LLC (UA) e американска филмова компания, чиято централа се намира в Бевърли Хилс, САЩ. Основана е на 5 февруари 1919 и съществува като самостоятелна до 1980 г. Юридически понастоящем е подразделение на Metro-Goldwyn-Mayer.

## История
Компанията „Юнайтед Артистс“ (Обединени артисти) е основана на 5 февруари 1919 г. Както е видно и от името и, нейните създатели са известни актьори и режисьори Чарлз Чаплин, Мери Пикфорд, Дъглас Феърбанкс и Дейвид Уорк Грифит. Недоволни от диктата на големите комерчески ориентирани холивудски кинокомпании, те решават да създадат собствена компания за разпространение на филми.
В последващите десетилетия съставът на съдружниците постоянно се променя. В края на 1930-те години поради разногласия United Artists фактически прекратява своята дейност.
През 1948 г. Върховният съд на САЩ постановява да се разформират съществуващите кинокомпании и да се реформират всички студия по подобие на United Artists, която фактически не снима собствени филми, а се занимава с разпространение на продукцията на независимите кинокомпании, като понякога финансира техни проекти. Това решение поставя United Artists в равни условия с другите киностудии, и създава условия за възраждането на компанията. През 1957 г. под нейната шапка е създаден успешния звукозаписен лейбъл United Artists Records.
Най-успешни за United Artists са 1960-те години. Компанията получава значителни приходи от поредиците за Джеймс Бонд, Розовата пантера, спагети-уестърните на Серджо Леоне. През 1967 г. контрол над United Artists придобива инвестиционната компании Transamerica.
Независимо от големия успех на новата поредица за Роки, компанията не успява да се съвземе след провала на скъпоструващия филм „Вратата на рая“ през 1980 г. и през 1981 г. е закупена от Metro-Goldwyn-Mayer. В последващите години United Artists фактически става подразделение на MGM.
През ноември 2006 г. актьорът Том Круз и продуцентът Пола Вагнер се договарят с Metro-Goldwyn-Mayer за възстановяването на United Artists, но не им се удава да започнат производство и дистрибуция на филми. Пола Вагнер напуска проекта през август 2008 г.